# Јукио Мишима
Кимитаке Хираока (јап. 平岡 公威; Токио, 14. јануар 1925 − Токио, 25. новембар 1970), познатији под књижевним псеудонимом Јукио Мишима (јап. 三島 由紀夫), био је јапански књижевник, песник, драматург, националиста, глумац, модел, режисер и оснивач парамилитарне организације Татенокај; такође познат и по ритуалном самоубиству (сепуку) након неуспелог извршавања државног удара. Три пута је номинован за Нобелову награду из књижевности и сматра се једним од најутицајнијих јапанских писаца 20. века. Његова авангардна дела приказују спој модерне и традиционалне естетике, подстичући културолошке и политичке промене, као и бавећи се темама сексуалности и смрти.

## Рано детињство
Мишима је рођен у Јоцуја (данашњи Шинџуку) области Токија. Његов отац (Азуса Хираока), био је званичник владе; а његова мајка Шизуе, ћерка директора школе у Токију. Имао је млађу сестру Мицуко, која умире од тифуса и млађег брата Чијуки. Највећи утицај на детињство му оставља његова бака Нацу, код које проводи неколико година раздвојен од своје породице. Нацу је била нелегитимна кћер Мацудајира Јоритака-е, даимјо-а Шишидо-а (провинције Хитачи), и одгајана је на поседу принца Мацудајра Јоритаке-а. Она задржава знатан део аристократског наслеђа, чак и након брака са Јотаро Хираоком (деда Јукио Мишиме); бирократом који је створио велико богатство током новог колонијализма, и претендовао на место градоначелника-генерала Карафуто-а. Мишимина бака је такође била склона насиљу и морбидним изливима, који су забележени у неким његовим делима. По неким биографима, управо је Нацу била та особа која је развила фасцинацију феноменом смрти код Мишиме. Она му је забрањивала да излази напоље, дружи се са својим вршњацима и бави спортом, ограничавајући га на самовање код куће или на друштво женских рођака.
Мишима се враћа својој ужој породици тек са дванаест година. Његов отац, дисциплинован у војничком духу, примењивао је сурове тактике подучавања младог Мишиме.

## Образовање и радови
Са шест година, Мишима се уписује у елитну основну школу Гакушуин (学習院). Већ у дванаестој години почиње да пише, најчешће приче. Био је очаран делима Оскара Вајлда, Рајнер Марија Рилке-а и великим бројем јапанских класичних писаца. Након шест година похађања школе, постаје најмлађи члан књижевне редакције. Привучен делима Мичизо Тачихаре (立原道造), додатно се интересује за класичну форму вака песама. То ће утицати да његова прва дела буду везана за поезију, да би се касније осврнуо на прозу.
Мишима бива позван од стране своје школе, Гакушуин (学習院), да напише кратку прозну причу за њихов књижевни магазин. Он им испоставља Ханазакари но мори (Шума у цвату - 花ざかりの森), причу у којој наратор описује своје осећање присутности предака у њему. Мишимини учитељи бивају толико импресионирани овим радом да га препоручују једном престижном књижевном часопису Бунгеј Бунка (Књижевна култура - 文芸文化). Прича садржи доста метафора и афоризама (који ће касније постати део његовог карактеристичног литерарног израза), објављена је 1944. године у облику књиге (ограничен тираж од 4.000 копија услед ратног стања). Како не би био истицан у друштву својих школских пријатеља, учитељи му придају псеудоним Јукио Мишима.
Његова прича Табако (Цигарета - 煙草), објављена 1946. године, описује неке од непријатности шиканирања и исмејавања с којима се суочавао током школовања (када је рекао члановима школског рагби тима да је члан књижевног друштва). Ова траума му је пружила основе за писање своје друге приче Ши о каку шонен (Дечак који пише поезију - 詩を書く少年) из 1954. године.
Током Другог светског рата, Мишима добија регрутно писмо од стране јапанске царске војске. На лекарском прегледу, услед прехладе која га је задесила бива у могућности да избегне војну обавезу имплицирајући стање
туберкулозе.
Иако му отац забрањује да се даље бави писањем, он наставља да пише приче, у тајности и уз подршку своје мајке која би увек била прва особа да прочита његове радове. Посећујући наставу током дана и пишући ноћу, Мишима је дипломирао са Универзитета у Токију 1947. године. Након тога добија радну позицију званичника у министарству финансија са одличним каријерним изгледима.
Међутим, Мишима бива толико исцрпљен радом да чак и његов отац прихвата његову оставку са те позиције, како би се посветио искључиво писању.

## Послератна литература
Мишима је писао романе, популарне серијске новеле, кратке приче, есеје, као и знаменита дела за кабуки позориште и модерну но драму. Такође током 1945. године започиње кратку причу Мисаки ните но моногатари (Прича на рту - 岬にての物語) и наставља да је пише до краја Другог светског рата. Већ 1946. године посећује познатог јапанског писца Јасунори Кавабата-у у Камакури, носећи са собом радове Чусеј (Средњи век - 中世 ) и Табако (Цигарета - 煙草) и тражећи његове савете. На Кавабатину препоруку, 1946. Табако бива објављен у новом књижевном магазину Нинген (Човечанство - 人間).
Такође 1946. године, Мишима започиње свој први роман Тозоку (Лопови - 盗賊), прича о двојици младих аристократа одвучених у самоубиство. Објављује се током 1948. године, чиме Мишима улази у другу групу послератних писаца Јапана. Следеће дело које пише је роман Камен но кокухаку (Исповест маске - 仮面の告白), полу аутобиографско дело о младићу латентно привученим хомосексуалношћу, који се прикрива иза маске не би ли био прихваћен у друштву. Овај роман доживљава велику популарност уздижући Мишиму на ниво славне личности већ са својих 24. године.
Око 1949. године Мишима објављује низ есеја у Киндај бунгаку на тему Јасунори Кавабате према коме је осећао дубоко поштовање. Велика већина његових радова се даље преводи на енглески и друге европске језике, ширећи тако његову популарност широм света. Мишима је у том периоду често путовао, да би 1952. године посетио Грчку која га је одмалена фасцинирала. Утисци тог путовања ће се појавити у роману Шјосај (Хук валова - 潮騒), који је објављен 1954. године и вуче корене из грчког мита о Дафнису и Хлоји.
Мишима се често освртао на модерна и актуелна дешавања, инкорпорирајући их метафорички у своја дела. Такав пример је Кинкакуџи (Златни павиљон - 金閣寺), као фикција, бави се уништењем познатог кјотовског храма у пожару. Затим његов следећи роман Утаге но ато (После банкета - 宴のあと), објављен 1960. године помно прати дешавања која се тичу Хачиро Арита-е, политичара који се кандидује за градоначелника Токија (због кога Мишима бива осуђен због кршења личне приватности). Током 1962. године, пише своје најавангардније дело Уцукуши хоши (Лепа звезда - 美しい星), које у неким тренуцима прелази у научну фантастику, након објављивања бива прихваћено уз подељену критику.

## и ритуално самоубиство
Током 25. новембра 1970. године, Мишима заједно са четири члана Татенокај, под изговором, посећују команданта кампа Ичигаја (Токијски генералштаб источне команде, јапанских одбрамбених снага). Унутар њега, барикадирају канцеларију и везују команданта за столицу. Са припремљеним манифестом и паролама, Мишима иступа на балкон како би се обратио војницима који су се скупили испод. Његов говор је требало да инспирише и покрене coup d'état, враћајући власт у руке цара. Међутим, такав говор је још више изиритирао војнике који су почели да му се ругају. Завршио је свој говор након испланираног времена, вратио се у канцеларију и извршио сепуку (традиционално самоубиство). Место ритуалног кајшакунин-а (онога који завршава ритуал, одрубљивањем главе самоубице) припало је Масакацу Морити; међутим након неуспелих покушаја тај чин препушта Хиројасу Коги.

## Одабрана дела
| Јапански назив                                 | Српски назив                  | Година издања |
| ---------------------------------------------- | ----------------------------- | ------------- |
| 假面の告白 （仮面の告白） Kamen no Kokuhaku    | Исповест маске                | 1949          |
| 愛の渇き Ai no Kawaki                          | Жеђ за љубављу                | 1950          |
| 禁色 Kinjiki                                   | Забрањене боје                | 1951–1953     |
| 潮騷 Shiosai                                   | Хук валова                    | 1954          |
| 金閣寺 Kinkaku-ji                              | Златни павиљон                | 1956          |
| 宴のあと Utage no Ato                          | После банкета                 | 1960          |
| 午後の曳航 Gogo no Eikō                        | Морнар који је изневерио море | 1963          |
| 三熊野詣 Mikumano Mōde (кратка прича)          | Акт обожавања                 | 1965          |
| サド侯爵夫人 Sado Kōshaku Fujin (драмско дело) | Маркиза де Саде               | 1965          |
| 憂國（憂国） Yūkoku (кратка прича)             | Патриотизам                   | 1961          |
| 真夏の死 Manatsu no Shi (приповетке)           | Смрт услед лета               | 1953          |
| 葉隠入門 Hagakure Nyūmon                       | Пут самураја                  | 1967          |
| 太陽と鐡 （太陽と鉄） Taiyō to Tetsu           | Сунце и челик                 | 1968          |
| 豐饒の海 （豊饒の海） Hōjō no Umi              | Море плодности тетралогија:   | 1965–1970     |
| I. 春の雪 Haru no Yuki                         | 1. Пролећни снег              | 1969          |
| II. 奔馬 Honba                                 | 2. Помамни коњ                | 1969          |
| III. 曉の寺 Akatsuki no Tera                   | 3. Храм свитања               | 1970          |
| IV. 天人五衰 Tennin Gosui                      | 4. Пад анђела                 | 1971          |